# Frínic de Bitínia
Frínic de Bitínia, també conegut como Frínic l'Àrab o Frínic l'Aticista, fou un lexicògraf i filòsof sofista d'origen àrab que es va establir a Bitínia. Altres fonts diuen que era nascut d'allí. Va viure al segle ii, durant l'època dels emperadors Marc Aureli i Còmode.

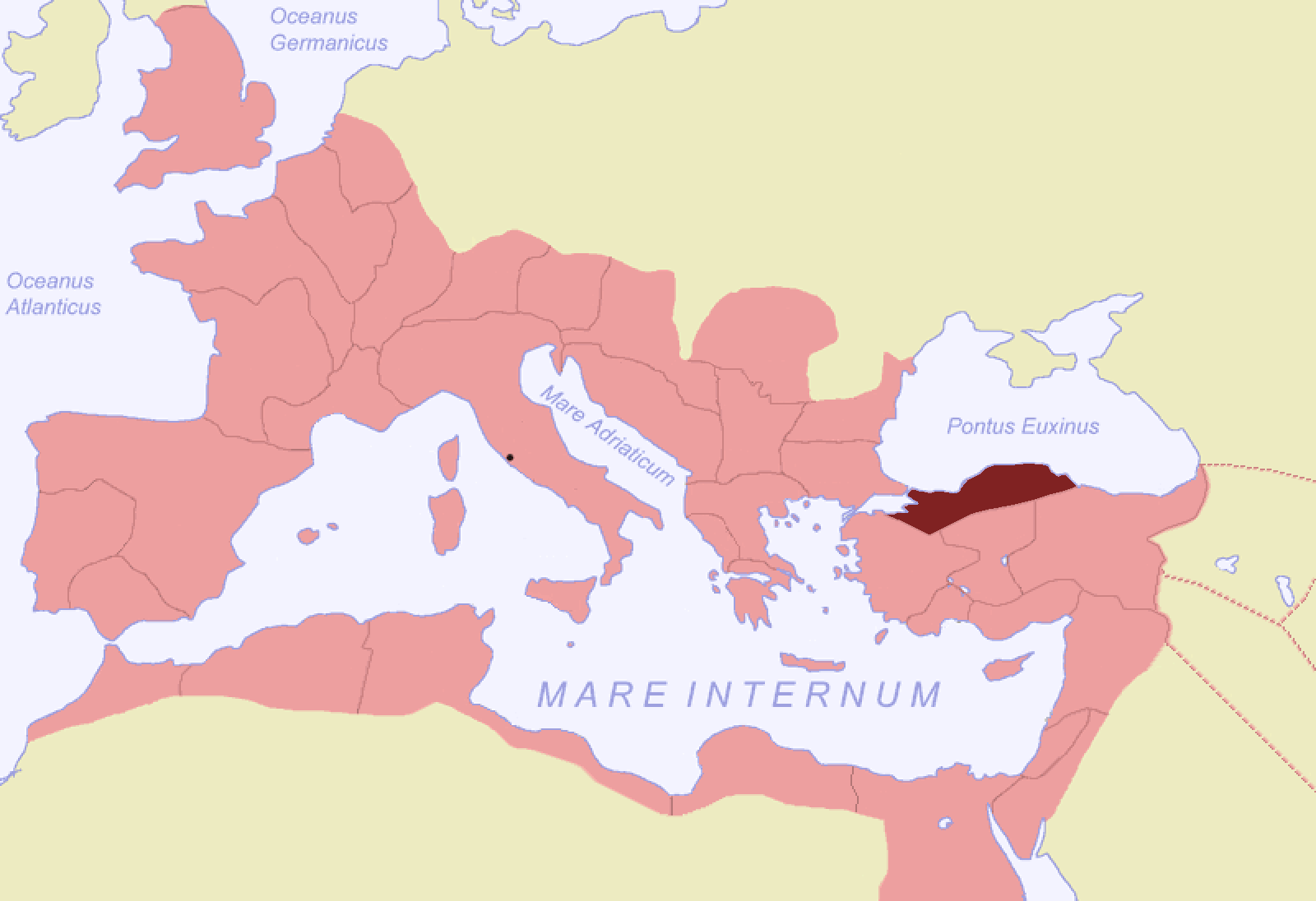
Mapa de la província de Bitínia dins l'Imperi Romà l'any 116

Va escriure en grec una obra titulada Col·lecció de noms i verbs àtics (Έκλογή όνομάτων καί ρημάτων άττικῶν), en la que, seguint les directrius del moviment retòric anomenat aticisme que considerava essencial la cura en l'estil i la puresa del dialecte àtic. Tenia a Tucídides, Plató i Demòstenes com a models del dialecte àtic, però en rebutjava les paraules d'origen no àtic que de vegades feien servir als seus escrits.
Frínic va criticar també a Menandre d'Atenes per l'ús que en feia de neologismes. Aquesta obra estava dedicada a Cornelià, un secretari imperial amb inquietuds lingüístiques. Es considera que les seves principals fonts van ser l'Antiaticista, d'autor anònim, i Sobre noms àtics d'Eli Dionisi. Es tractava d'un llistat de paraules que al seu temps es feien servir habitualment però que s'havien desviat del nivell standard àtic, al costat d'aquestes paraules estava el seu equivalent considerat per Frínic més correcte. El treball era doncs un intent de neteja de barbarismes i resultava interessant perquè en ell es veia reflectit l'evolució de l'idioma grec entre el segle ii aC i el IV dC. Una de les primeres edicions impreses de l'obra va ser la de l'humanista valencià Pere Joan Nunyes, feta a Augsburg el 1601, que va fer servir per a donar classe als seus alumnes de grec de la universitat de València.
Una altra de les seves obres es titulava Preparació sofística (Σοφιστική παρασκευή) i era un treball enciclopèdic dividit en 37 llibres (47 o 74 llibres segons la Suïda). Estava dedicat a l'emperador Còmode i en temps del patriarca Foci encara es conservava sencer, perquè el cita en la seva obra. Malauradament avui dia només en queden fragments.
Frínic va ser autor d'una tercera obra titulada Col·lecció de l'ús de les paraules (Τιθεμένων συναγωγή).